# Râul Valea Frumoasă, Cireșu
Râul Valea Frumoasă este curs de apă afluent al râului Cireșu. 

## Hărți
- Harta Turistică Covasna